# Station Nowy Targ Fabryczny
Station Nowy Targ Fabryczny is een spoorwegstation in de Poolse plaats Nowy Targ.